# Xanthophenax pacificator
Xanthophenax pacificator är en stekelart som beskrevs av André Seyrig 1932. Xanthophenax pacificator ingår i släktet Xanthophenax och familjen brokparasitsteklar. Inga underarter finns listade i Catalogue of Life.